# Garbów
Garbów è un comune rurale polacco del distretto di Lublino, nel voivodato di Lublino.
Ricopre una superficie di 102,42 km² e nel 2004 contava 8 968 abitanti.